# 广州市国家档案馆
广州市国家档案馆是广东省广州市的市级档案馆，成立于1959年，现馆址位于广州大学城档案馆路33号，是全国面积最大的国家档案馆，馆名由叶选平题写。 

## 历史
1959年11月26日，广州市档案馆正式成立，与广州市档案管理局实行“两块牌子一套人马”。文化大革命期间，广州市档案馆被撤销，直至1976年2月恢复。1980年4月，与广州市档案处合署办公，1984年11月，广州市档案处改称广州市档案局。1995年，被评为国家一级档案馆。2009年11月，原广州市档案馆正式更名为广州市国家档案馆。2010年，广州市音像资料馆由广州电视台划入广州市国家档案馆。2019年，与广州市档案局分开设置。

## 馆址
广州市档案馆成立时，馆址位于今广州市人民政府大院内一号楼，1964年，在萝岗岭头疗养院设立档案后库，1966年广州市档案馆被撤销后，档案被分置乐昌坪石劳改场、广州槎头看守所保存，1968年12月，在从化吕田镇东坑村建库房保存，1987年3月，在广州市委大院内建成的广州市档案馆投入使用，总建筑面积为5470平方米，1990年代后，因档案馆使用达到饱和状态，广州市档案馆开始谋划兴建新馆，2004年，初步选址在东方乐园以北、白云大道西侧地块，总面积4万平方米，计划2006年投入使用，由于征地拆迁受阻，工程未能如期开工。2009年3月，重新选址于广州大学城内。2009年12月26日，广州市国家档案馆新馆在广州大学城奠基，规划占地面积超过5万平方米，总建筑面积达10万平方米，分为三期建设。其中一期为29600平方米，二期为48200平方米，三期为22200平方米。新馆一期工程于2012年12月28日正式对公众开放，二期工程于2018年6月9日正式向公众开放。
新馆的设计以“现代档案盒”为理念，由整体方正、一黑一白、富于雕塑感的两个建筑体咬合而成，新馆开设面积超过17000平方米的公共展厅，除常设展览《档案·广州》历史记忆展之外，还会不定期举办各种主题的档案展览。